# Bot
|  | For andre betydninger af BOT, se Britisk oversøisk territorium (British Overseas Territory, BOT) |
|  | Opdelingsforslag Denne artikel er foreslået opdelt i artiklerne Software agent og Web crawler. (Diskutér forslaget). Hvis opdelingen sker, skal det fremgå af beskrivelsesfeltet, at opdelingen er sket (hvorfra og hvortil) eller af artiklens diskussionsside. |

En bot (eller webrobot) er et computerprogram der er lavet til at udføre noget ved hjælp af internettet og i modsætning til en robot ikke har noget fysisk legeme. 
Mange typiske botter udfører triviel dataopsamling af store datamængder, for eksempel ved at søge efter indhold på World Wide Web eller udsende spam. Botterne kan være fjernstyrede eller automatiske. Andre botter har mere komplicerede funktioner og kan udvise kunstig intelligens. Sådanne botter bruges fx i computerspil i form af computerstyrede spillere, eller som chatbots som indtil videre (2016) har en primitiv personlighed, viden og intelligens sammenlignet med menneskets.
På Wikipedia er der også en del bots der laver en masse trivielt arbejde automatisk, se Wikipedia:Botter.
| filosofi | Spire Denne filosofiartikel er en spire som bør udbygges. Du er velkommen til at hjælpe Wikipedia ved at udvide den. |

| Internet | Spire Denne internet-relaterede artikel er en spire som bør udbygges. Du er velkommen til at hjælpe Wikipedia ved at udvide den. |